# بوتيغن
بوتيغن (بالألمانية: Büetigen) هي إحدى بلديات مقاطعة سيلاند في كانتون برن في سويسرا. تبلغ مساحتها 3.60 كيلومتر مربع، ويقدر عدد سكانها بـ 833 نسمة (حسب تعداد ديسمبر 2015).